# Igor' Bezrodnyj
Igor' Semionovič Bezrodnyj (Tbilisi, 7 maggio 1930 – Helsinki, 30 settembre 1997) è stato un violinista, direttore d'orchestra e insegnante sovietico.

## Biografia
Igor' Semionovič Bezrodnyj (in russo И́горь Семёнович Безро́дный) nacque a Tbilisi (all’epoca in Unione Sovietica, nell’attuale Georgia). Bezrodnyj iniziò lo studio del violino col padre Semyon Bezrodnyj e nel 1937 continuò gli studi con Abram Il'ič Jampol'skij. Bezrodnyj si diplomò alla Scuola Centrale di Musica del Conservatorio, poi nel 1953 si diplomò al Conservatorio e nel 1955 completò gli studi post-diploma sempre nella classe di Jampol'skij. Dal 1957 Bezrodnyj fu docente-assistente presso il Conservatorio, dal 1972 professore e dal 1981 capo del Dipartimento. Nel 1947 vinse (ex aequo con Leonid Kogan e Julian Sitkoveckij) il primo premio nella categoria giovani musicisti al Festival di Praga. Nel 1949 Bezrodnyj vinse il Premio Jan Kubelík di Praga.
L'anno successivo ottenne il primo premio al Concorso Bach di Lipsia. Nel corso dei successivi anni, Bezrodnyj effettuò numerosi tournée in Unione Sovietica e all’estero. Parallelo all’insegnamento, Bezrodnyj completò un corso di direzione d’orchestra e debuttò nella direzione nel 1967. Succedendo a Rudolf Baršaj, Bezrodnyj fu il direttore dell’Orchestra da Camera di Mosca dal 1977 al 1981. Dopo aver visitato e suonato in Finlandia sin dagli anni ‘50, Bezrodnyj è stato direttore principale della Orchestra Filarmonica di Turku dal 1986 al 1990. Dall’anno successivo fu professore all’Accademia Sibelius di Helsinki. Bezrodniy curò numerose trascrizioni per violino.
Mancò a Helsinki il 30 settembre 1997.

## Scritti
- Igor' Bezrodnyj (insieme a V. Yu. Grigor'ev), Педагогический метод профессора А. И. Ямпольского, [Il metodo pedagogico del professor A. I. Jampol'skij], Mosca, 1995

## Premi e riconoscimenti
- Premio Stalin di terzo grado (1951)
- Artista del popolo della RSFSR (1978)
- Ordine dell'Amicizia dei Popoli (1980)